# Кирьякос, Диомидис
Диомидис Кирьяко́с (греч. Διομήδης Κυριακός; 1811, Спеце — 20 июня 1869, Неаполь) — греческий юрист и политик XIX века. В 1863 году, на короткий промежуток времени, стал премьер-министром Греции.

## Семья
Диомидис Кирьякос родился в 1811 году на острове Спеце, бывшем в годы Греческой революции 1821—1829 одним из оплотов революционного греческого флота.
Его род принадлежал к известным семьям судовладельцев и капитанов острова:66.
Его отец, Анастасиос Кирьякос (1790—1825), также был судовладельцем и капитаном, принял участие в войне, сражался с османским флотом у Тиноса, Хиоса, Лесбоса и Пелиона. Анастасиос Кирьякос особенно отличился в победе греческого флота над турко-египтянами в морском сражении у Самоса (июль-август 1824 года) и в снабжении Месолонгиона в 1825 году, во время Третьей осады города.
Род Кирьякосов известен не только судовладельцами и капитанами, но и юристами и художниками. Первая профессиональная художница современной Греции Элени Букура (1821—1900) приходилась Диомидису Кирьякосу племянницей.

## Юрист
По окончании Освободительной войны, Диомидис Кирьякос учился юриспруденции в Пизе и Париже.
Вернувшись в Грецию, последовал карьере в судебных органах и в 1835 году стал прокурором.
В 1840 году был избран депутатом парламента от Спеце.
После Конституционной революции 1843 года, против абсолютизма короля Оттона I, был в числе «Комитета» 21 представителей на Национальном собрании, которым 26 ноября 1843 года было поручено составление новой конституции страны. Вклад Кирьякоса в составлении новой конституции был существенным:413.
В 1851 году Кирьякос стал профессором Конституционного права в Афинском университете.
Король Оттон был низложен в результате восстания в октябре 1862 года и был изгнан из страны:155-157.
Кирьякос был избран депутатом в Национальное собрание и принял участие в составлении новой конституции.
В новом правительстве принял пост министра по делам церкви и публичного образования.

## Премьер-министр
27 марта 1863 года Диомидис Кирьякос стал премьер-министром Греции:216..
Но уже 19 апреля 1863 года Кирьякос был вынужден подать в отставку, по причине невозможности навязать военным решения своего правительства
После отставки правительства Кирьякоса, политические страсти привели в июне к столкновениям в Афинах между «Горными» (сторонники французской и русской партии возглавляемые К. Канарисом) и «Равнинными» (сторонники английской партии возглавляемые Д. Вулгарисом. Трагическим результатом этих столкновений были 200 погибших.

## Последние годы
Кирьякос вернулся к своей преподавательской и писательской работе.
Является автором книг по истории и юриспруденции.
Классическими считаются его работа в двух томах, комментирующая конституцию 1864 года, и работа о Правовой ответственности министров (1866).
Кирьякос также перевёл на греческий ряд работ западно-европейской юриспруденции 19-го века.
Диомидис Кирьякос умер в Неаполе 20 июня 1869 года.
По другим источникам он умер в Пизе.
Его сын, Николаос Диомидис (1843—1903), стал известным юристом, внук, Александрос Диомидис (1875—1950), также стал премьер-министром страны.